# Alexander Wendrinsky
Alexander Wendrinsky – austriacki zapaśnik walczący w stylu klasycznym. Zajął czwarte miejsce na Olimpiadzie Letniej 1906 w wadze lekkiej.

## Olimpiada Letnia 1906
| Konkurencja          | Rundy eliminacyjne    | Rundy eliminacyjne     | Klas. końcowa |
| Konkurencja          | Przeciwnik I          | Przeciwnik II          | Miejsce       |
| -------------------- | --------------------- | ---------------------- | ------------- |
| 75 kg styl klasyczny | Petros Petsas (GRE) Z | Ferenc Holubán (HUN) P | 4.            |